# Crépuscule d’octobre
Crépuscule d’octobre — четвёртый студийный альбом квебекской блэк-метал-группы Forteresse, выпущенный 22 ноября 2011 года на лейбле Sepulchral Productions.

## Отзывы критиков
Альбом получил неоднозначные отзывы от музыкальных критиков. Патрик Ольбрих из metal.de пишет: «Риффы и аранжировки, которые Forteresse предлагают здесь, несомненно, очень хороши, способны увлечь меня как слушателя, но происходящего просто слишком мало. Почти все шесть песен растянуты на несколько лишних минут». С его словами согласен и рецензент metal1.info Мориц Грюц: «Когда один и тот же мотив повторяется пять минут подряд в семиминутном произведении, даже самый красивый рифф в какой-то момент начинает надоедать».

## Список композиций
| №                   | Название                   | Длительность |
| ------------------- | -------------------------- | ------------ |
| 1.                  | «Silence D’Octobre»        | 2:29         |
| 2.                  | «Le Triomphe Des Douze»    | 7:20         |
| 3.                  | «La Lame Du Passé»         | 9:26         |
| 4.                  | «Mon Esprit Rôde Toujours» | 6:56         |
| 5.                  | «Spectres Du Solstice»     | 9:19         |
| 6.                  | «Enfants Du Lys»           | 9:06         |
| Общая длительность: | Общая длительность:        | 44:36        |

## Участники записи
- Athros — вокал, ложки, гитара, клавишные
- Fiel — ударные
- Moribond — гитара, бас-гитара